# 史福贵
史福贵（1962年9月25日—），男，黑龙江双鸭山人，中国模糊数学家，北京理工大学教授。主要从事模糊集理论，模糊拓扑，模糊拟阵，模糊凸空间等研究。

## 生平
先后就读于黑龙江省双鸭山岭西前进小学、七星矿一校小学、一中。1985年毕业于牡丹江师范学院数学系，获理学学士学位。1987年毕业于北京师范学院数学系，获硕士学位，同年进入牡丹江师范学院数学系工作。1993年转入烟台师范学院工作，1995年晋升为副教授，1997年晋升为教授。1998年至2001年，在首都师范大学数学学院攻读博士学位。2001年进入北京理工大学数学与统计学院工作，2002年被聘为博士生导师。2011年至2016年，任数学与统计学院副院长。

## 学术兼职
- 牡丹江师范学院兼职教授
- 北京邮电大学兼职教授
- 中国系统工程学会模糊数学与模糊系统委员会副理事长
- 北京运筹学会副理事长
- 北京数学会常务理事
- 中国运筹学会理事（2016年－）
- 中国数学会理事（2012年－）[2]